# 聖埃拉迪奧角
64°50′S 63°7′W / 64.833°S 63.117°W
聖埃拉迪奧角（San Eladio Point），是南極洲的海岬，位於葛拉漢地的丹科海岸，處於布賴德島西北端，由阿根廷探險隊繪入地圖，現時由南極條約體系管理。